# Філіппов Володимир Ігоревич
Володи́мир І́горович Філі́ппов (також Філіпов; нар. 18 січня 1968) — український продюсер і художник, співзасновник і генпродюсер продюсерського центру «ІнсайтМедіа» (InSiteMedia).

## Життєпис
Народився у 1968 році у Севастополі.
Трудову діяльність почав у 1985 році на посаді художника-бутафора в севастопольському академічному російському драматичному театрі ім. А. В. Луначарського.

### Навчання, робота
1986 року закінчив Севастопольську художню школу (клас Гур'єва М. М), 1987 року створив програмну роботу «Велика Біла Смуга. Зречення від штучного в мистецтві, та й від самого мистецтва як такого», ленд-арт на мисі Фіолент у Севастополі.
У 1988—1989 роках навчався у Московському поліграфічному інституті, спеціальність — художник-графік.

### Членство в професійно-творчих союзах
1995 — Міжнародна федерація художників і графіків IFA.
1999 — Об'єднання художників ПМК (Подорож. Мистецтво. Комунікація). Москва.
2009 — Професійно-творчий союз художників та мистецтвознавців «Академія абстракціонізму». Севастополь.
2011 — Асоціація кінопродюсерів України.

## Кінематограф
Почав займатися кінопрокатом під закінчення радянської ери: організував показ в УРСР «Чорна троянда — емблема печалі, червона троянда — емблема кохання», «Таксі-блюз».

#### Продюсер (телефільмів та телесеріалів)
У 2000-х почав займатися телевізійним продюсуванням, серед проєктів:
- «Міліцейська академія» (рос. «Милицейская академия», телесеріал, комедія, Росія / Україна, 2005)
- «Рецепт „Ортопеда“» інша назва «Найвища міра» (рос. «Высшая мера», телесеріал, кримінальна драма, Росія / Україна, 2005)
- «Присяжний повірений» (рос. «Присяжный поверенный», (телесеріал, Росія, 2005)
- «Золото Кольджата» (рос. «Золото Кольджата», телефільм, Росія, 2006)
- «Чартер» (рос. «Чартер», телефільм, бойовик, Росія, 2006)
- «Не намагайтеся зрозуміти жінку» (рос. «Не пытайтесь понять женщину», телефільм, мелодрама, Росія, 2008).

#### Продюсер (кінофільми)
У 2010-х став співзасновником українського продюсерського центру «ІнсайтМедіа» і став продюсувати кінофільми для прокату.
- «ТойХтоПройшовКрізьВогонь» (2011)
- «Звичайна справа» (2013)[6] — не значиться у титрах, компанія-виробник не ІнсайтМедіа
- «Іван Сила» (2013)
- «Гніздо горлиці» (2016)
- «Червоний» (2017)
- «Стрімголов» (2017)
- «Іній» (2017)
- «Брама» (2017)
- «Зрадник» (2017)
- «Козак та мольфар» (2018)
- «Коли падають дерева» (2018)[7] — не значиться у титрах, компанія-виробник не ІнсайтМедіа
- «Тарас. Повернення» (2019)
- «Антон» (2019)
- «Мій карпатський дідусь» (2023)

### Участь у міжнародних кінофестивалях
- «Золотий абрикос», Вірменія та у конкурсній програмі Міжнародного Одеського Кінофестивалю, Україна.
- Фільм «ТойХтоПройшовКрізьВогонь» був офіційно висунутий Українським оскарівським комітетом на здобуття премії Оскар як найкращий іноземний фільм, та потрапив до лонг-лист номінантів на кінопремію «Оскар».
- 2008 «Не намагайтеся зрозуміти жінку», 90 хв., режисер Марія Соловцова, спільне виробництво «Інтра-фільм», Росія.
- 2006 «Золото Кольджата», 80 хв., режисер Дмитро Орлов, спільне виробництво «СІМ», Росія.
- 2006 «Чартер», 80 хв., режисер Дмитро Орлов, спільне виробництво «СІМ», Росія.
- 2005 «Присяжний повірений», (серіал 8х45), режисери Олександр Горновський та Олександр Пронкін, спільне виробництво «СІМ», Росія.
- 2004 «Вища міра», (серіал 8х52), режисер Валентина Чичкун, спільне виробництво «Інтра-фільм», Росія та студія Михайла Пінтусевича, Україна.
- 2004 «Неоновий РАЙ», 10 хв., автор Саїд Атабеков, відео-арт, одноканальна відеограма.
- 2004 «Той що заспокоює розум», 10 хв., автор Володимир Філіппов, відео-арт, триканальна відеограма.
- 2003 «Дозвольте увійти», (серіал 12х26), режисери Сергій Талібов та Руслан Нікулін, спільно зі студією «Сім'я від А до Я», Україна.
- 2003 «Одна година бездіяльності», 60 хв., автор Володимир Філіппов, відео арт, одноканальна відеограма.
- 2002 «УВС», (серіал 18х45), режисер Валентина Чичкун, спільно зі студією «Сім'я від А до Я», Україна.
- 2002 «Epure», 5 хв., автор Володимир Насєдкін, відео-арт, одноканальна відеограма.
- 2002 «Про пам'яті», 60 хв., автор Володимир Філіппов, артфільм.
- 2002 «Природне відчуття від життя», 70 хв., автор Володимир Філіппов, відео-арт, двоканальна відеограма.
- 2002 «Вмираючий концептуалізм», 60 хв., автор Володимир Філіппов, відео-арт, одноканальна відеограма.
- 2001 «Явление субъекта», 10 хв., автор Владимир Філіппов, відео-арт, дванадцятиканальна відеограма.
- 2000 «Гра», 36 хв., автор Володимир Філіппов, відео-арт, фільм-подорож.

## Живопис

### Виставки
| Рік  | Назва виставки | Місце проведення, країна |
| ---- | --- | --- |
| 2020 | "Кінцева інформація" | Музей національного мистецтва культури Молдови. Кишинів. Молдова.                                                                                   |
| 2019 | Музичне натхнення | Вернісаж. Вюрцбург. Німеччина |
| 2015 | "Ринок - смерть індивідуума" 5 арт діалогов с Володимиром Філіпповим                                                                      | Луний парк, приморський бульвар. Одеса. Україна. |
| 2015 | Буденність | Замок культури Bagnoles-де-l'Orne. Франція |
| 2015 | Видима гармонія | Замок культури Bagnoles-де-l'Orne. Франція |
| 2015 | «Перетворення». Відео-арт. 30 хв. | 6-й Одеський Міжнародний кінофестиваль. Одеса. Україна.                                                                                             |
| 2015 | Прояв образу в буденному. В рамках 6-го Одеського Міжнародного Кінофестивалю.                                                             | Одеський музей східного і західного мистецтва. Одеса. Україна.                                                                                      |
| 2015 | Прояв образу в буденному. | Галерея Зайделя. Кельн. Німеччина. |
| 2015 | Прояв образу в буденному. | Чернівецький обласний художній музей. Чернівці. Україна.                                                                                            |
| 2014 | Кінцева інформація. | Чернівецький обласний художній музей. Чернівці. Україна.                                                                                            |
| 2014 | Прояв образу в буденному. | Культурний інформаційний центр при посольстві України у Парижі. Париж. Франція.                                                                     |
| 2014 | Живопис. | Севастопольський художній музей ім. М. П. Крошицького. Севастополь. Україна.                                                                        |
| 2011 | Живопис. Графіка. | Севастопольський художній музей ім. М. П. Крошицького. Севастополь. Україна.                                                                        |
| 2011 | В очікуванні світла. Виставка живопису спільно з Ігорем Філіпповим.                                                                       | Igallery. Вадсе. Норвегія. |
| 2010 | Відчай щоденних переживань. Вибір. Інсталяції.                                                                                            | Бердянський художній музей ім. І. І. Бродського. Бердянськ. Україна. Галерея Зайделя. Кельн. Німеччина.                                             |
| 2009 | Лінії світла Варанегра. | Дім мистецтв. Вадсе. Норвегія. |
| 2004 | Неоновий рай. Автор ідеї: Саід Атабеков Абіл (Саід). Відео-арт. 10 хв.                                                                    | Харків. Україна. |
|      | Той що заспокоює розум. За участю Саіда Атабекова Абіл (Саід). Відео-арт. 3 х 10 хв.                                                      | Самарканд. Узбекистан. |
|      | 2003 Зупинка — двадцять шість — хвилин. Відео-арт. 26 хв.                                                                                 | Залізнична станція Обозерская. Росія. |
|      | Одна година простою. Відео-арт. 60 хв. | Ферапонтів. Росія. |
|      | Просування. Відео-арт, 100 годин. | Малий манеж. Москва. Росія. Палац молоді. Санкт-Петербург. Росія.                                                                                   |
|      | Просування. Фрагментація сприйняття в цілому. Відео-арт. 60 х 1 хв.                                                                       | Галерея «Палітра». Харків. Україна. |
|      | Ручна робота. Раптове усвідомлення марності застарілих технологій і методів у свідомому бажанні відобразити зображуване. Мэйл-арт.        | Фотогалерея. Новосибірськ. Росія. |
|      | Зречення від мистецтва. | Галерея «Палітра». Харків. Україна. Центральний Будинок Художника. Київ. Україна.                                                                   |
| 2002 | Життя у роботі. Фотопанно. | Академія дизайну. Харків. Україна. Фотогалерея. Новосибірськ. Росія. Артцентр. Cheleferd. Норвегія.                                                 |
|      | Про пам'ять. За участю Віталія Крохи. Відео-арт. 60 хв.                                                                                   | Перша демонстрація була проведена одночасно на п'яти телеканалах в місті Харкові. Україна.                                                          |
|      | Рух. Візуальний аргумент про сприйняття простору в часі і часу в просторі. За участю Віталія Крохи. Відео-арт. 100 годин.                 | Дороги Київ — мис Roco. Україна — Португалія. |
|      | Штучний поділ природного простору. Ленд-арт.                                                                                              | Мис Roco. Португалія. Ленд-арт. Норд Кап. Норвегія.                                                                                                 |
|      | Помираючий концептуалізм. Ленд-арт. | Головна площа. Cheleferd. Норвегія. |
|      | Природне відчуття життя. Відео-арт. 2 х 70 хв. Коротка версія 10 хв.                                                                      | Cheleferd. Норвегія. |
|      | Epure. За участю Володимира Насєдкіна. Відео-арт. 5 хв.                                                                                   | Нижній Тагіл — Харків. Росія — Україна. |
|      | Зустріч. Виставка живопису та графіки спільно з Ігорем Філіпповим. Артцентр.                                                              | Cheleferd. Норвегія. |
|      | Спонтанні пошуки евритмії. Фотопанно. Артцентр.                                                                                           | Cheleferd. Норвегія. Галерея «Палітра». Харків. Україна. Фотогалерея. Новосибірськ. Росія.                                                          |
| 2001 | Спостерігач. Художник і модель. Боді-арт/Перформанс.                                                                                      | Галерея «Палітра». Харків. Україна. |
|      | Спостерігач. Художник і модель. Вечірній покликаних. Боді-арт/Перформанс.                                                                 | Виставковий зал Спілки художників Росія. Архангельськ. Росія.                                                                                       |
|      | Штучний поділ природного простору. Ленд-арт.                                                                                              | Озеро Байкал. Листв'янка — Танхой. Росія. |
|      | Візуальне дослідження штучних об'єктів, з природним та штучним освітленням. Ленд-арт. Протока Айя. Озеро Байкал. Росія.                   | |
|      | Трансформація штучного об'єкта в об'єкт мистецтва. Ленд-арт.                                                                              | |
|      | Семінар — Демидівський кар'єр. | Київ — Нижній Тагіл. Україна — Росія. Спори про непостійність сучасного мистецтва як приклад живописні полотна «Тити СВІЙ».                         |
|      | Перформанс / Живопис. | Нижньотагільський муніципальний музей образотворчих мистецтв. Нижній Тагіл. Росія.                                                                  |
|      | The Game. Відео/Перформанс. | Галерея «Палітра». Харків. Україна. |
|      | Зустріч. Виставка живопису та графіки спільно з Ігорем Філіпповим.                                                                        | Виставковий зал Спілки художників. Архангельськ. Росія.                                                                                             |
|      | Природна перешкода. Відео-арт. 10 хв. | Листв'янка-Тальци. Росія. |
|      | Явище суб'єкта. Відео-арт. 12 х 10 хв. | Листв'янка. Росія. |
| 2000 | Про сенс ведення подорожніх щоденників. Фотопанно.                                                                                        | Український дім. Київ. Україна. Муніципальна галерея. Харків. Україна. Севастопольський художній музей ім. М. П. Крошицького. Севастополь. Україна. |
|      | Додаткові елементі на фоні тибетського пейзажу. Відео-арт. 60 хв.                                                                         | Катманду-Лхаса. Непал-Тибет. |
|      | Гра. Відео-арт. 36 хв. | Катманду-Лхаса. Непал-Тибет. |
|      | Вибір. Перформанс. | Дворцова площа. Катманду. Непал. |
|      | Ступа в пам'яті Шабурова. Перформанс. | Берег річки Брахмапутра. Лхаса. Тибет. |
|      | Візуальне дослідження штучного об'єкта, з природним та штучним освітленням. Ленд-арт.                                                     | Мис Айя. Крим. Україна. |
|      | Тибетський пейзаж. Виставка фотографії і відео-арту.                                                                                      | Галерея «Палітра». Харків. Україна. |
|      | Метаморфози Далі, отримані в результаті несподіваного візиту до театру-музею Фігерас мною і моєю Галлою. Перформанс.                      | Галерея «Палітра». Харків. Україна. |
| 1999 | Велика Біла Смуга. Фотопанно. | Український дім. Київ. Україна. |
|      | Володимир+Володимир. Виставка графіки спільно з Володимиром Насєдкіним.                                                                   | Муніципальна галерея. Харків. Україна. Севастопольський художній музей ім. М. П. Крошицького. Севастополь. Україна.                                 |
| 1998 | Зустріч. Виставка живопису та графіки спільно з Ігорем Філіпповим.                                                                        | ЦДХ. Москва. Росія. Муніципальна галерея. Харків. Україна. Севастопольський художній музей ім. М. П. Крошицького. Севастополь. Україна.             |
| 1989 | Спостерігач. Художник і модель. Перформанс.                                                                                               | Готель «Молодіжний». Москва. СРСР. |
| 1987 | Велика Біла Смуга. Зречення від штучного в мистецтві, та й від самого мистецтва як такого. Ленд-арт. За участю Стаса Куракова (Паланкера) | Мис Фіолент. Севастополь. СРСР. |

### Групові виставки та пленери
| Рік  | Назва виставки | Місце проведення, країна                                                                                |
| ---- | --- | --- |
| 2019 | Трольфреалізма | |
| 2017 | Кулькова ручка | Галерея Карась. Київ. Україна.                                                                          |
| 2016 | Україна Європейська. Виставка абстрактного мистецтва                                                              | Чернівецький обласний художній музей. Чернівці. Україна                                                 |
| 2015 | Кулькова ручка | Галерея Карась. Київ. Україна.                                                                          |
| 2015 | Всеукраїнська художня виставка «Абстрактний Живопис України»                                                      | Центральний будинок художника. Київ. Україна                                                            |
| 2014 | Проєкт «Прозорість»                                                                                               | Галерея Зайделя. Кельн. Німеччина.                                                                      |
| 2014 | Сучасна абстракція.                                                                                               | Галерея Зайделя. Кельн. Німеччина.                                                                      |
| 2014 | Варіації сприйняття.                                                                                              | Галерея Зайделя. Кельн. Німеччина.                                                                      |
| 2014 | II бієнале камерної абстрактної акварелі.                                                                         | Севастопольський художній музей ім. М. П. Крошицького. Севастополь. Україна.                            |
| 2013 | Сучасна абстракція.                                                                                               | Севастопольський художній музей ім. М. П. Крошицького. Севастополь. Україна.                            |
| 2013 | V бієнале Академії Абстракціонізму.                                                                               | Севастопольський художній музей ім. М. П. Крошицького. Севастополь. Україна.                            |
| 2013 | Проєкт «Прозорість».                                                                                              | Бердянський художній музей ім. І. І. Бродського. Бердянськ. Україна.                                    |
| 2012 | Проєкт «Євро 20/12».                                                                                              | Одеський музей західного і східного мистецтва. Одеса. Україна.                                          |
| 2012 | I бієнале камерної абстрактної акварелі.                                                                          | Севастопольський художній музей ім. М. П. Крошицького. Севастополь. Україна.                            |
| 2011 | Індустріальній пейзаж.                                                                                            | Запорізький обласний художній музей. Запоріжжя. Україна.                                                |
|      | Музика в абстракції. Одеський музей західного і східного мистецтва. Одеса. Україна.                               | |
|      | Живопис. Музей сучасного мистецтва України. Київ. Україна.                                                        | |
|      | IV бієнале Академії Абстракціонізму. Севастопольський художній музей ім. М. П. Крошицького. Севастополь. Україна. | |
| 2010 | Академії Абстракціонізму.                                                                                         | Севастопольський художній музей ім. М. П. Крошицького. Севастополь. Україна.                            |
|      | Проєкт «Двоїстість».                                                                                              | Бердянський художній музей ім. І. І. Бродського. Бердянськ. Україна. Галерея Зейдель. Кельн. Німеччина. |
|      | Проєкт «führen Alle Wege нах Köln».                                                                               | Statt музей. Кельн. Німеччина.                                                                          |
| 2005 | Проєкт «Ревізія матеріалу».                                                                                       | Державна Третьяковська галерея. Москва. Росія.                                                          |

### Роботи в колекціях
- Архангельського музею образотворчих мистецтв. Архангельськ. Росія.
- Бердянського художнього музею ім. І. І. Бродського. Бердянськ. Україна.
- Вадсьо Комуни. Вадсьо. Норвегія.
- Галереї «Палітра». Харків. Україна.
- Галереї «Кіно». Москва. Росія.
- Галереї «Зайдель». Кельн. Німеччина
- Іркутського обласного художнього музею ім. В. П. Сукачова. Іркутськ. Росія.
- Культурного центру Фолдер. Челеферд. Норвегія.
- Лебісбі комуни. Норвегія.
- Музею сучасного мистецтва України. Київ. Україна.
- Національного культурного центру Киргизстану. Бішкек. Киргизстан.
- Нижньотагільского музею образотворчих мистецтв. Нижній Тагіл. Росія.
- Севастопольського художнього музею ім. М. П. Крошицького. Севастополь. Україна.
- Харківській Муніципальній галереї. Харків. Україна.

## Нагороди
- Орден Української Православної Церкви Рівноапостольного Князя Володимира;
- Гран-прі всеукраїнського літературного конкурсу «Коронація слова», «За найкращий кіносценарій для дітей»;
- Спеціальний диплом дитячого міжнародного журі кінофестивалю «Молодість», «За найкращу режисуру»;
- Спеціальний диплом міжнародного кінофестивалю «Корона Карпат», «За розвиток дитячого кінематографа»;
- Урядова премія імені Лесі Українки в номінації «кінотворів для дітей та юнацтва».
- Гран-прі Київського міжнародного кінофестивалю;
- «Золотий Витязь» у номінації «Найкращий повнометражний фільм» XXI Міжнародного кінофоруму «Золотий Витязь», Росія;

## Особисте життя
Одружений, має доньку.

## Критика
Станом на 2017 Володимир Філіппов дуже слабко володів українською мовою, хоча й прожив у цій країні практично все життя. У своїй рецензії на фільм «Червоний», Ярослав Підгора-Гвяздовський описав мову Філіппова як «дикий суржик з понівеченої української та російської мов».